# 마이즈루선
마이즈루선(일본어: 舞鶴線)은 일본 교토부 아야베시의 아야베역부터 마이즈루시의 히가시마이즈루역에 이르는 서일본 여객철도의 철도 노선(지방 교통선)이다.

## 노선 정보
- 관할 (사업 종별) : 서일본 여객철도 ( 1종 철도사업자)
- 노선 거리 (영업 거리) : 26.4 km
- 궤간 : 1,067 mm
- 역 수 : 6(기종점역 포함)
  - 마이즈루 선 소속 역으로 한정된 경우, 산인 본선 소속의 아야베 역이 제외되어 5역이 된다.
- 복선화 구간 : 없음 (전 구간 단선
- 전철화 구간 : 전 구간 (직류 1500 V)
- 폐색 방식 : 특수 자동 폐색식
- 최고 속도 : 95 km/h

전 구간이 서일본 여객철도 후쿠치야마 지사의 관할이다.

## 역 목록
| 역명           | 일어 역명 | 로마자 역명 | 역간 거리 | 영업 거리                 | 소재지     |
| -------------- | --------- | ----------- | --------- | ------------------------- | ---------- |
| 아야베         | 綾部      | -           | 0.0       | 서일본 여객철도 산인 본선 | 아야베시   |
| 후치가키       | 淵垣      | 5.3         | 5.3       |                           | 아야베시   |
| 우메자코       | 梅迫      | 2.9         | 8.2       |                           | 아야베시   |
| 마구라         | 真倉      | 7.3         | 15.5      |                           | 마이즈루시 |
| 니시마이즈루   | 西舞鶴    | 4.0         | 19.5      | WILLER TRAINS 미야즈 선   | 마이즈루시 |
| 히가시마이즈루 | 東舞鶴    | 6.9         | 26.4      | 서일본 여객철도 오바마 선 | 마이즈루시 |